# Altenrhein
Altenrhein – miejscowość w gminie Thal, w północno-wschodniej części szwajcarskiego kantonu St. Gallen, w okręgu Rorschach, nad brzegiem Jeziora Bodeńskiego. Według ostatniego spisu ludności Altenrhein zamieszkiwane jest przez około 5 956 mieszkańców.
W miejscowości znajduje się jedna z fabryk Stadler Rail, a także Port lotniczy St. Gallen-Altenrhein.
W 1983 roku odbyły się tutaj 56. Mistrzostwa świata w kolarstwie szosowym.